# Eric Lenneberg
Eric Heinz Lenneberg (né le 19 septembre 1921 à Düsseldorf et mort le 31 mai 1975) est un linguiste et neurologue américain d'origine allemande, pionnier dans la recherche sur l'acquisition du langage et de la psychologie cognitive. Professeur de psychologie et de neurobiologie, il enseigne à l'école de médecine de Harvard, à l'université du Michigan à Ann Arbor et à l'université Cornell.
Né en Allemagne et juif, il fréquente l'école primaire de Düsseldorf jusqu'en 1933. Sa famille et lui quittent ensuite le pays en raison de la persécution nazie croissante. Fuyant d'abord au Brésil, Lenneberg se rend ensuite aux États-Unis. Il étudie à l'Université de Chicago, où il complète un B.A. en 1949, puis à l'université Harvard, où il obtient un doctorat en psychologie et linguistique en 1956.
Sa publication The Capacity of Language Acquisition (1964), publiée à l'origine en 1960, expose des arguments séminaux sur la capacité biologique spécifique de l'homme pour la langue. Ses recherches de l'époque ont bénéficié de discussions avec George A. Miller, Noam Chomsky, et d'autres à Harvard et au MIT. Elles ont été popularisées par Steven Pinker dans son livre L'Instinct du langage. Il présente quatre arguments pour la nature biologique et innée des capacités psychologiques, semblables aux arguments en biologie pour le caractère inné des traits physiques :
- Apparence universelle d'un trait à la fois à travers une espèce. Traits "typiques des espèces".
- Apparence universelle à travers le temps pour un groupe. Non seulement un artefact de l'histoire culturelle. Encore une fois, "espèce typique" caractéristique de diagnostic.
- Il n'est pas possible d'apprendre du trait.
- Le développement individuel d'un trait suit strictement un calendrier donné indépendamment de l'expérience particulière de l'organisme.

Dans sa publication Biological Foundations of Language, il avance l'hypothèse d'une période critique pour le développement du langage; un sujet qui demeure controversé et sujet à débat.